# 64e cérémonie des Grammy Awards
La 64e cérémonie annuelle des Grammy Awards a eu lieu le 3 avril 2022 au MGM Grand Garden Arena de Las Vegas. Elle récompense les meilleurs enregistrements, compositions et artistes de l'année, du 1er septembre 2020 au 31 août 2021. Les nominations ont été annoncées lors d'une diffusion virtuelle en direct le 23 novembre 2021 par Trevor Noah.
La cérémonie était  initialement prévue le 31 janvier au Staples Center de Los Angeles mais a été reportée en raison de la pandémie de Covid-19.
Le pianiste de jazz et chanteur soul Jon Batiste est l'artiste qui reçoit le plus de nominations (11), devant Justin Bieber, Doja Cat, H.E.R. (8), Billie Eilish et Olivia Rodrigo (7).
Jon Batiste est l'artiste le plus récompensé avec 5 Grammy.
Le groupe rock Foo Fighters reçoit les 3 Grammy pour lequel il était nommé. Le groupe est absent de la cérémonie en raison du décès du batteur Taylor Hawkins le 25 mars 2022.
Le chanteur de country Chris Stapleton remporte les 3 Grammy pour lequel il était nommé.
Le président ukrainien Volodymyr Zelensky demande à soutenir son pays face à l'invasion russe, lors d'une allocution enregistrée.

## Palmarès

### Général

#### Enregistrement de l'année
- Leave the Door Open – Silk Sonic
  - I Still Have Faith in You – ABBA
  - Freedom – Jon Batiste
  - I Get a Kick Out of You – Tony Bennett et Lady Gaga
  - Peaches – Justin Bieber featuring Daniel Caesar et Giveon
  - Right on Time – Brandi Carlile
  - Kiss Me More – Doja Cat featuring SZA
  - Happier Than Ever – Billie Eilish
  - Montero (Call Me by Your Name) – Lil Nas X
  - Drivers License – Olivia Rodrigo

#### Album de l'année
- We Are – Jon Batiste
  - Love for Sale - Tony Bennett et Lady Gaga
  - Justice (Triple Chucks Deluxe) – Justin Bieber
  - Planet Her (Deluxe) – Doja Cat
  - Happier Than Ever - Billie Eilish
  - Back of My Mind - H.E.R.
  - Montero – Lil Nas X
  - Sour – Olivia Rodrigo
  - Evermore – Taylor Swift
  - Donda – Kanye West

#### Chanson de l'année
- Leave the Door Open – Silk Sonic
  - Bad Habits – Ed Sheeran
  - A Beautiful Noise – Brandi Carlile et Alicia Keys
  - Drivers License – Olivia Rodrigo
  - Fight for You – H.E.R.
  - Happier Than Ever – Billie Eilish
  - Kiss Me More – Doja Cat
  - Montero (Call Me by Your Name) – Lil Nas X
  - Peaches – Justin Bieber featuring Daniel Caesar et Giveon
  - Right on Time – Brandi Carlile

#### Meilleur nouvel artiste
- Olivia Rodrigo
  - Arooj Aftab
  - Jimmie Allen
  - Baby Keem
  - Finneas
  - Glass Animals
  - Japanese Breakfast
  - The Kid Laroi
  - Arlo Parks
  - Saweetie

### Pop

#### Meilleure prestation pop solo
- Drivers License – Olivia Rodrigo
  - Anyone – Justin Bieber
  - Right on Time – Brandi Carlile
  - Happier Than Ever – Billie Eilish
  - Positions – Ariana Grande

#### Meilleure prestation vocale pop d'un duo ou groupe
- Kiss Me More – Doja Cat featuring SZA
  - I Get a Kick Out of You – Tony Bennett et Lady Gaga
  - Lonely – Justin Bieber et Benny Blanco
  - Butter – BTS
  - Higher Power – Coldplay

#### Meilleur album pop traditionnel en solo
- Love for Sale – Tony Bennett et Lady Gaga
  - Til We Meet Again (Live) – Norah Jones
  - A Tori Kelly Christmas – Tori Kelly
  - Ledisi Sings Nina – Ledisi
  - That's Life – Willie Nelson
  - A Holly Dolly Christmas – Dolly Parton

#### Meilleur album vocal pop
- Sour – Olivia Rodrigo
  - Justice (Triple Chucks Deluxe) – Justin Bieber
  - Planet Her (Deluxe) – Doja Cat
  - Happier Than Ever – Billie Eilish
  - Positions – Ariana Grande

### EDM

#### Meilleur enregistrement EDM
- Alive – Rüfüs Du Sol
  - Hero – Afrojack et David Guetta
  - Loom – Ólafur Arnalds featuring Bonobo
  - Before – James Blake
  - Heartbreak – Bonobo et Totally Enormous Extinct Dinosaurs
  - You Can Do It – Caribou
  - The Business – Tiësto

#### Meilleur album EDM
- Subconsciously – Black Coffee
  - Fallen Embers – Illenium
  - Music Is the Weapon – Major Lazer
  - Shockwave – Marshmello
  - Free Love – Sylvan Esso
  - Judgement – Ten City

### Musique instrumentale contemporaine

#### Meilleur album de musique instrumentale contemporaine
- Tree Falls – Taylor Eigsti
  - Double Dealin – Randy Brecker et Eric Marienthal
  - The Garden – Rachel Eckroth
  - At Blue Note Tokyo – Steve Gadd Band
  - Deep: The Baritone Sessions, Vol. 2 – Mark Lettieri

### Rock

#### Meilleure prestation rock
- Making a Fire – Foo Fighters
  - Shot in the Dark – AC/DC
  - Know You Better (Live from Capitol Studio A) – Black Pumas
  - Nothing Compares 2 U – Chris Cornell
  - Ohms – Deftones

#### Meilleure prestation metal
- The Alien – Dream Theater
  - Genesis – Deftones
  - Amazonia – Gojira
  - Pushing the Tides – Mastodon
  - The Triumph of King Freak (A Crypt of Preservation and Superstition) – Rob Zombie

#### Meilleure chanson rock
- Waiting on a War - Foo Fighters
  - All My Favorite Songs - Weezer
  - The Bandit - Kings Of Leon
  - Distance - Mammoth WVH
  - Find My Way - Paul McCartney

#### Meilleur album rock
- Medicine at Midnight – Foo Fighters
  - Power Up – AC/DC
  - Capitol Cuts - Live from Studio A – Black Pumas
  - No One Sings Like You Anymore, Vol. 1 – Chris Cornell
  - McCartney III – Paul McCartney

### Alternative

#### Grammy Award du meilleur album de musique alternative
- Daddy's Home – St. Vincent
  - Collapsed In Sunbeams – Arlo Parks
  - Jubilee – Japanese Breakfast
  - If I Can't Have Love, I Want Power – Halsey
  - Shore – Fleet Foxes

### R&B

#### Grammy Award de la meilleure prestation R&B
- Leave the Door Open – Silk Sonic
- Pick Up Your Feelings – Jazmine Sullivan
  - Damage – H.E.R.
  - Peaches – Justin Bieber ft. Daniel Caesar et Giveon
  - Lost You – Snoh Aalegra

#### Grammy Award de la meilleure prestation vocale R&B traditionnel
- Fight for You – H.E.R.
  - How Much Can A Heart Take – Lucky Daye ft. Yebba
  - Born Again – Leon Bridges ft. Robert Glasper
  - Bring It On Home To Me – BJ The Chicago Kid, PJ Morton et Kenyon Dixon ft. Charlie Bereal
  - I Need You – Jon Batiste

#### Grammy Award de la meilleure chanson R&B
- Leave the Door Open – Brandon Anderson, Christopher Brody Brown, Dernst Emile II et Bruno Mars (Silk Sonic)
  - Good Days – Jacob Collier, Carter Lang, Carlos Munoz, Solána Rowe et Christopher Ruelas (SZA)
  - Pick Up Your Feelings – Denisia Andrews, Audra Mae Butts, Kyle Coleman, Brittany Coney, Michael Holmes et Jazmine Sullivan (Jazmine Sullivan)
  - Heartbreak Anniversary – Giveon, Maneesh, Sevn Thomas et Varren Wade (Giveon)
  - Damage – Anthony Clemons Jr., Jeff Gitelman, H.E.R., Carl McCormick et Tiara Thomas (H.E.R.)

#### Meilleur album R&B progressif
- Table for Two – Lucky Daye
  - Studying Abroad: Extended Play – Masego
  - Dinner Paty: Dessert – Terrace Martin, Robert Glasper, 9th Wonder et Kamasi Washington
  - Mood Valiant – Hiatus Kaiyote
  - Something To Say – Cory Henry
  - New Light – Eric Bellinger

#### Grammy Award du meilleur album R&B
- Heaux Tales – Jazmine Sullivan
  - Back Of My Mind – H.E.R.
  - Gold-Diggers Sound – Leon Bridges
  - We Are – Jon Batiste
  - Temporary Highs In The Violet Skies – Snoh Aalegra

### Rap

#### Meilleure prestation rap
- Family Ties – Baby Keem featuring Kendrick Lamar
  - Thot S**" – Megan Thee Stallion
  - M Y . L I F E – J. Cole ft. 21 Savage et Morray
  - Up – Cardi B

#### Grammy Award de la meilleure collaboration rap/chant
- Hurricane – Kanye West ft. The Weeknd et Lil Baby
  - Wusyaname – Tyler, The Creator ft. YoungBoy Never Broke Again et Ty Dolla Sign
  - Industry Baby – Lil Nas X ft. Jack Harlow
  - Need To Know – Doja Cat
  - P R I D E . I S . T H E . D E V I L – J. Cole ft. Lil Baby

#### Meilleure chanson rap
- Jail - Dwayne Abernathy, Jr., Shawn Carter, Raul Cubina, Michael Dean, Charles M. Njapa, Sean Solymar, Kanye West et Mark Williams (Kanye West featuring Jay-Z)
  - M Y . L I F E – Shéyaa Bin Abraham-Joseph, Jermaine Cole et Jacob Dutton (J. Cole ft. 21 Savage et Morray)
  - Family Ties – Roshwita Larisha Bacha, Hykeem Carter, Tobias Dekker, Colin Franken, Jasper Harris, Kendrick Lamar, Ronald Latour et Dominik Patrzek (Baby Keem ft. Kendrick Lamar)
  - Best Friend – Amala Zandelie Dlamini, Lukasz Gottwald, Randall Avery Hammers, Diamonté Harper, Asia Smith, Theron Thomas et Rocco Valdes (Saweetie ft. Doja Cat)
  - Bath Salts – Shawn Carter, Kasseem Dean, Michael Forno, Nasir Jones et Earl Simmons (DMX ft. Jay-Z et Nas)

#### Grammy Award du meilleur album de rap
- Call Me If You Get Lost – Tyler, the Creator
  - King's Disease II – Nas
  - Donda – Kanye West
  - The Off-Season – J. Cole

### Country

#### Meilleure prestation country solo
- You Should Probably Leave – Chris Stapleton
  - camera roll – Kacey Musgraves
  - All I Do Is Drive – Jason Isbell
  - Remember Her Name – Mickey Guyton
  - Forever After All – Luke Combs

#### Meilleure prestation country d'un duo ou groupe
- Younger Me – Brothers Osborne
  - Drunk (And I Don't Wanna Go Home) – Elle King et Miranda Lambert
  - Chasing After You – Ryan Hurd et Maren Morris
  - Glad You Exist – Dan + Shay
  - If I Didn't Love You – Jason Aldean et Carrie Underwood

#### Meilleure chanson country
- Cold – Dave Cobb, J.T. Cure, Derek Mixon et Chris Stapleton (Chris Stapleton)
  - Remember Her Name – Mickey Guyton, Blake Hubbard, Jarrod Ingram et Parker Welling (Mickey Guyton)
  - Fancy Like – Cameron Bartolini, Walker Hayes, Josh Jenkins et Shane Stevens (Walker Hayes)
  - Country Again – Zach Crowell, Ashley Gorley et Thomas Rhett (Thomas Rhett)
  - camera roll – Ian Fitchuk, Kacey Musgraves et Daniel Tashian (Kacey Musgraves)
  - Better Than We Found It – Jessie Jo Dillon, Maren Morris, Jimmy Robbins et Laura Veltz (Maren Morris)

#### Meilleur album country
- Starting Over – Chris Stapleton

### New Age
Meilleur album new age
- Divine Tides – Stewart Copeland et Ricky Kej

### Jazz
Meilleur solo de jazz improvisé
- Humpty Dumpty (Set 2) – Chick Corea

Meilleur album de jazz vocal
- Songwrights Apothecary Lab – Esperanza Spalding

Meilleur album de jazz instrumental
- Skyline – Ron Carter, Jack DeJohnette et Gonzalo Rubalcaba

Meilleur album de groupe de jazz
- For Jimmy, Wes and Oliver – Christian McBride Big Band

Meilleur album de latin jazz
- Mirror Mirror – Eliane Elias, Chick Corea, Chucho Valdés

### Gospel/Contemporary Christian music
Meilleure prestation / chanson gospel
- Never Lost – CeCe Winans

Meilleure prestation / chanson chrétienne contemporaine
- Believe for It – CeCe Winans

Meilleur album gospel
- Believe for It – CeCe Winans

Meilleur album de chanson chrétienne contemporaine
- Old Church Basement – Elevation Worship and Maverick City Music

Meilleur album de Roots gospel
- My Savior – Carrie Underwood

### Latin
Meilleur album latino
- Mendó – Alex Cuba

Meilleure album de musique urbaine
- El Último Tour Del Mundo – Bad Bunny

Meilleur album latin de latin rock ou alternative
- Origen – Juanes

Meilleur album de musique régionale mexicaine
- A Mis 80's – Vicente Fernández

Meilleur album latino tropical
- Salswing! – Rubén Blades, Roberto Delgado & Orquesta

### American Roots
Meilleure prestation American roots
- Cry – Jon Batiste

Meilleure chanson American Roots
- Cry – Jon Batiste et Steve McEwan

Meilleur album Americana
- Native Sons – Los Lobos

Meilleur album Bleugrass
- My Bluegrass Heart – Béla Fleck

Meilleur album traditionnel de blues
- I Be Trying – Cedric Burnside

Meilleur album contemporain de blues
- 662 – Christone "Kingfish" Ingram

Meilleur album de folk
- They're Calling Me Home – Rhiannon Giddens et Francesco Turrisi

Meilleur album Roots régional
- Kau Ka Pe'a – Kalani Pe'a

### Reggae
Meilleur album de reggae
- Beauty in the Silence – Soldiers of Jah Army

### Musique du monde
Meilleur album de musique du monde
- Mother Nature – Angélique Kidjo

Meilleure performance de musique du monde
- Mohabbat – Arooj Aftab

### Musique pour enfants
Meilleur album de musique pour enfants
- A Colorful World – Falu

### Spoken Word
Meilleur album spoken word (incluant la poésie, les livres audios & les storytelling)
- Carry On: Reflections for a New Generation from John Lewis – Don Cheadle

### Comédie
Meilleur album comique
- Sincerely Louis CK – Louis C.K.

### Comédie musicale
Meilleur album de comédie musicale
- The Unofficial Bridgerton Musical – Emily Bear, Abigail Barlow[8]

### Musique pour les médias visuels
Meilleur album pour un média visuel (Best Compilation Soundtrack for Visual Media)
- Billie Holiday, une affaire d'État – Andra Day

Meilleure musique pour un média visuel
- Le Jeu de la dame – Carlos Rafael Rivera
- Soul – Jon Batiste, Trent Reznor et Atticus Ross

Meilleure chanson écrite pour un média visuel
- All Eyes on Me - Bo Burnham

### Composing/Arranging
Meilleure composition instrumentale
- Eberhard - Lyle Mays

Meilleur arrangement, instrumental ou a cappella
- Meta Knight's Revenge - Charlie Rosen and Jake Silverman

Meilleur arrangement, instruments et voix
- To The Edge of Longing - Vince Mendoza

### Package, Notes & Historical
Best Recording Package
- Pakelang - Li Jheng Han et Yu Wei

Best Boxed or Special Limited Edition Package
- All Things Must Pass: 50th Anniversary Edition - Darren Evans, Dhani Harrison et Olivia Harrison

Best Album Notes
- The Complete Louis Armstrong Columbia and RCA Victor Studio Sessions 1946-1966 - Ricky Riccardi

### Production
Best Engineered Album, Non-Classical
- Love for Sale - Dae Bennett, Josh Coleman, Billy Cumella

Producer of the Year, Non-Classical
- Jack Antonoff

Best Remixed Recording, Non-Classical
- Passenger - Mike Shinoda, remixer Deftones

Best Immersive Audio Album
- Alicia - George Massenburg, Eric Schilling, Michael Romanowski, Ann Mincieli, Alicia Keys

Best Engineered Album, Classical
- Chanticleer Sings Christmas - Leslie Ann Jones, Chanticleer

Producer of the Year, Classical
- Judith Sherman - Alone Together, Jennifer Koh

### Classical
Best Orchestral Performance
- Price: Symphonies Nos. 1 & 3 - Yannick Nézet-Ségui

Best Opera Recording
- Glass: Akhnaten - Karen Kamensek, J’Nai Bridges, Anthony Roth Costanzo, Zachary James, Dísella Lárusdóttir; David Frost

Best Choral Performance
- Mahler: Symphony No. 8, 'Symphony Of A Thousand' - Gustavo Dudamel, Grant Gershon, Robert Istad, Fernando Malvar-Ruiz, Luke McEndarfer

Best Chamber Music/Small Ensemble Performance
- Beethoven: Cello Sonatas - Hope Amid Tears – Yo-Yo Ma, Emanuel Ax

Best Classical Instrumental Solo
- Alone Together – Jennifer Koh

Best Classical Solo Vocal Album
- Mythologies - Sangeeta Kaur, Hila Plitmann

Best Classical Compendium
- Women Warriors - The Voices Of Change - Amy Andersson, Amy Andersson, Mark Mattson, Lolita Ritmanis

Best Contemporary Classical Composition
- Shaw: Narrow Sea - Caroline Shaw

### Music Video/Film
Meilleur clip
- Freedom – Jon Batiste

Best Music Film
- Summer of Soul